# 잠빙 바트뭉흐
잠빙 바트뭉흐(몽골어: Жамбын Батмөнх, 1926년 3월 10일 ~ 1997년 4월 14일)는 몽골 인민공화국의 교사, 정치인으로, 몽골 인민공화국 총리와 몽골 인민혁명당 중앙위원회 서기장을 지냈다.

## 일생
잠빙 바트뭉흐는 1926년 3월 10일에 몽골 인민공화국 오브스주에서 태어났다. 1947년 몽골 국립대학교에 입학해 1951년에 졸업했다. 대학교 졸업 이후 바트뭉흐는 고등학교 교사가 되었고, 1961년 소련으로 유학할 기회를 얻었다.
1962년 소련에서 귀국한 직후 몽골 인민혁명당 중앙위원회 위원으로 임명되었고, 욤자깅 체뎅발 정부에서 그는 국무회의 위원과 교육부 장관을 지냈다.
1984년 소련의 압력에 의해 욤자깅 체뎅발이 실각된 이후, 잠빙 바트뭉흐가 몽골 인민혁명당 중앙위원회 서기장으로 취임했다. 서기장으로서 바트뭉흐는 페레스트로이카 대신 몽골 인민공화국의 전통을 고수했다.
1990년 몽골 혁명으로 바트뭉흐는 일선에서 물러났고, 1992년 몽골 인민혁명당 서기장에서 사임하면서 정치에서 은퇴했다. 
은퇴 이후 잠빙 바트뭉흐는 정치적 박해를 받고 매우 가난하게 살았으며 1997년에 사망하였다.